# Krásnovce
Krásnovce é um município da Eslováquia, situado no distrito de Michalovce, na região de Košice. Tem 4,63 km² de área e sua população em 2018 foi estimada em 632 habitantes.

## Demografia
| Ano:        | 1994 | 2004   | 2014   | 2024   |
| ----------- | ---- | ------ | ------ | ------ |
| Broj ljudi: | 575  | 596    | 617    | 619    |
| Razlika:    |      | +3,65% | +3,52% | +0,32% |

| Ano:               | 2023 | 2024   |
| ------------------ | ---- | ------ |
| Número de pessoas: | 628  | 619    |
| Diferença:         |      | -1,43% |